# Elfriede Strnad

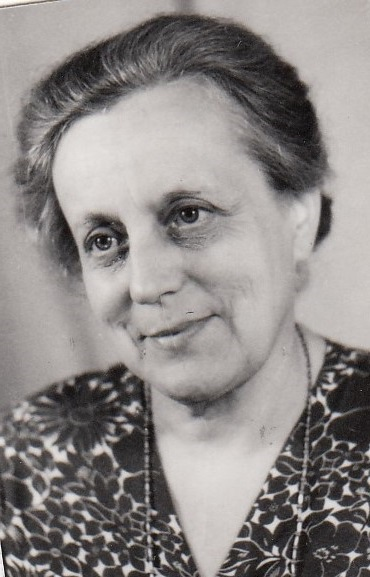
Elfriede Strnad, archiviert im Ida-Seele-Archiv

Elfriede Strnad (* 8. Februar 1890 in Augsburg; † 4. September 1960 in Klosterneuburg)  war eine deutsche Sozialpädagogin und Fröbelpädagogin.

## Leben und Wirken
Elfriede war das zweite von insgesamt fünf Kindern des Ingenieurs Ferdinand Strnad und dessen Ehefrau Marina, geb. Stübchen. Bald nach ihrer Geburt übersiedelte die Familie nach Berlin. Dort besuchte Strnad eine Privatschule und anschließend eine Höhere Mädchenschule. Es folgten weitere Ausbildungen an der Höheren Handelsschule und an der von Alice Salomon gegründeten Sozialen Frauenschule. Aufgrund ihrer herausragenden Leistungen erhielt sie einen Lehrauftrag am Pestalozzi-Fröbel-Haus und übernahm 1915 die Leitung der Auskunftstelle für Kleinkinderfürsorge am Berliner „Zentralinstitut für Erziehung und Unterricht“. 1924 ging Strnad als Dozentin an das in Hamburg ansässige „Fröbel-Seminar“. Zugleich übernahm sie die Schriftleitung der Fachzeitschrift Kindergarten, die sie bis 1938 redigierte.
Nach der Zeit des Nationalsozialismus war sie maßgebend an der Gründung des „Pestalozzi-Fröbel-Verbandes“ beteiligt und war noch rege publizistisch tätig. von 1950 bis 1953 war sie Schriftleiterin der „Sozialpädagogischen Blätter“. 1950 ging Strnad aus Gesundheitsgründen in den Ruhestand. Sie starb während eines Aufenthalts bei ihrer Schwester in Klosterneuburg bei Wien.

## Werke
- Über die kindes- und bildungspsychologischen Voraussetzungen der Fröbelschen Kleinkinderpädagogik, in: Zeitschrift für pädagogische Psychologie 1927, S. 239–245
- Friedrich Fröbel und Maria Montessori, in: Kindergarten 1931, S. 10–15
- Fröbels Theorie des Spiels, in: Kindergarten  1937, S. 50–53
- Johann Heinrich Pestalozzi, Wedel 1946
- Hamburgs pädagogisches Leben in seiner Bedeutung zu Friedrich Fröbel, Hamburg 1951
- Die Bildungsaufgabe auf den verschiedenen Entwicklungsstufen des Kindesalter in der Pädagogik Friedrich Fröbels, in: Die Mädchenbildung 1952/H. 6, S. 8–18